# Heerlijkheid Hogelanden
De heerlijkheid Hogelanden was een heerlijkheid  binnen de Stadsvrijheid van Utrecht.
De straatnamen Hogelanden OZ en Hogelanden WZ langs de rivier de Vecht herinneren nog aan deze voormalige heerlijkheid. Het grondgebied had op de linkeroever van de Vecht een grillige vorm omdat de grens daar een oude loop van de Vecht volgde. Deze uitstulping lag ongeveer bij de huidige Larixstraat. Op de rechteroever van de Vecht lag de heerlijkheid rond de Anthoniedijk en de Hoogstraat.
Mogelijk werd de naam in de middeleeuwen gebruikt voor een groter gebied dan de latere heerlijkheid, waaronder dan ook het gebied van het latere gerecht Roode Brug viel.
Het gerecht was een leen van de Domproost, aanvankelijk in het bezit van Antonij van der Nypoort en Jean Lucas Pels en op het laatst in het bezit van de familie Boreel.
Het driehoekige gebied ten noorden van de Achttienhovense Dijk werd ergens tussen 1795 en 1813 bij de gemeente Maartensdijk gevoegd.
Bij de vorming van de gemeente Lauwerecht op 1 januari 1818 werd Hogelanden bij deze gemeente gevoegd. Per 1 augustus 1823 werd de gemeente Lauwerecht en dus ook Hogelanden bij Utrecht gevoegd.